# 팔켄스바르트

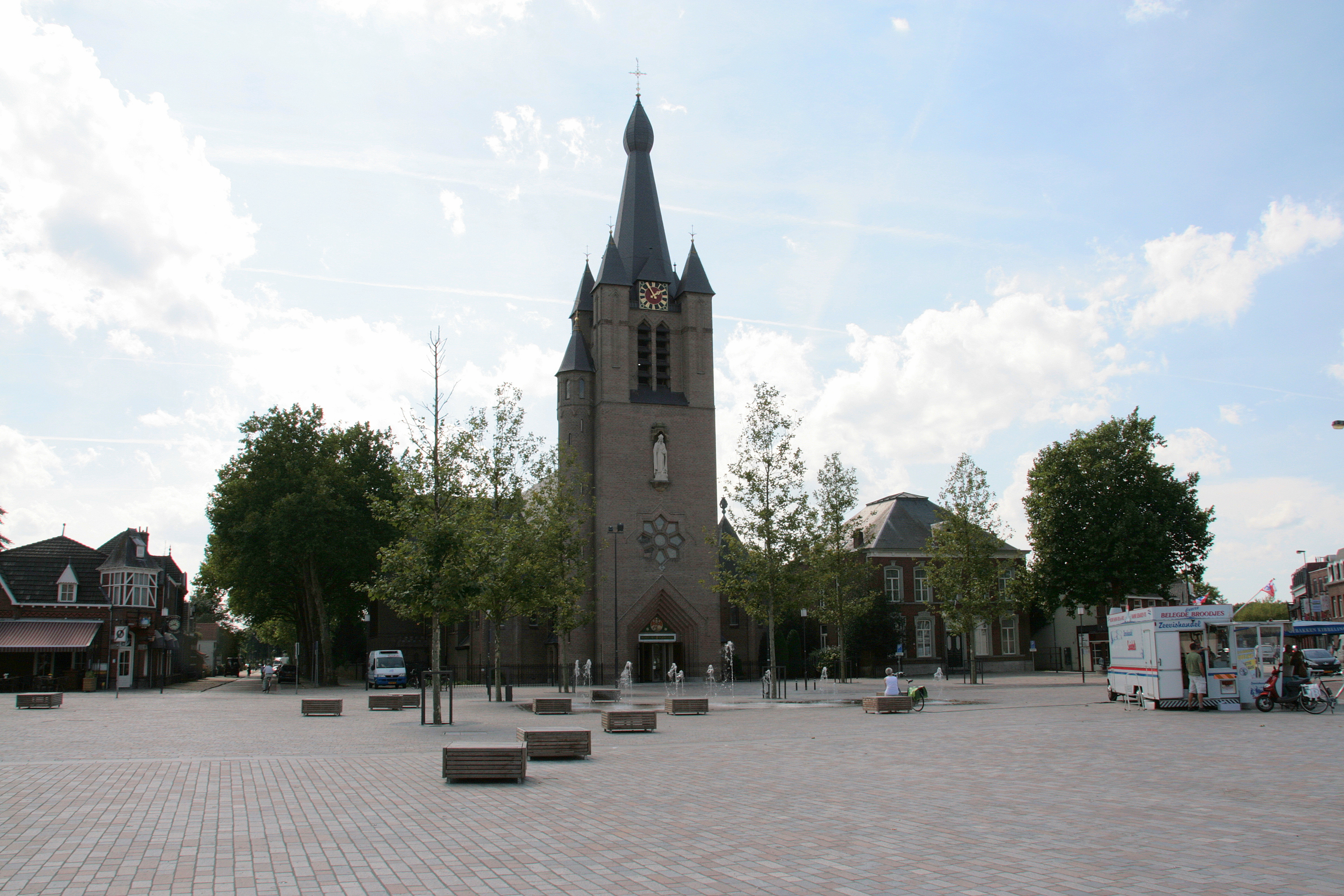
팔켄스바르트 교회

팔켄스바르트의 위치

팔켄스바르트(네덜란드어: Valkenswaard)는 네덜란드 남부 노르트브라반트주의 도시로 면적은 56.49km2, 높이는 25m, 인구는 30,336명(2017년 2월 기준), 인구 밀도는 551명/km2이다.

시기
시 문장